# Millington (Maryland)
Millington é uma cidade  localizada no estado americano de Maryland, no Condado de Kent e Condado de Queen Anne's.

## Demografia
Segundo o censo americano de 2000, a sua população era de 416 habitantes.
Em 2006, foi estimada uma população de 389, um decréscimo de 27 (-6.5%).

## Geografia
De acordo com o United States Census Bureau tem uma área de
0,8 km², dos quais 0,8 km² cobertos por terra e 0,0 km² cobertos por água. Millington localiza-se a aproximadamente 23 m acima do nível do mar.

## Localidades na vizinhança
O diagrama seguinte representa as localidades num raio de 16 km ao redor de Millington.